# Adorp
Adorp (Gronings: Oadörp) is een dorp gelegen in de gemeente Het Hogeland in de provincie Groningen. Het dorp telt 550 inwoners (CBS 2023) binnen de dorpskom en 300 in het buitengebied.

## Beschrijving
Adorp is een wierdedorp, gelegen op de uitloper van de Hondsrug en gelegen aan een voormalige bocht (meander) van de Hunze, plaatselijk het Selwerderdiepje genoemd. Voor de naam Adorp zijn diverse verklaringen geopperd: dorp in het bouwland (arth), dorp van Arn (een persoonsnaam) of - als waarschijnlijkste - dorp aan de Aa dat rivier of beek betekent. Hiermee wordt dan de Hunze bedoeld, ook al zal men (vanwege de naam) geneigd zijn aan de Drentsche Aa te denken die in de late Middeleeuwen ten zuiden van Adorp nabij Harssensbosch uitmondde in de Hunze.
Op de wierde staat de kerk uit de 13e eeuw, die in 1667 van binnen en van buiten grondig is gemoderniseerd. De vrijstaande kerktoren verdween in 1794. Sinds 2005 wordt deze kerk ook gebruikt door de enige Groningse kerk van het kerkgenootschap Gereformeerde Kerken in Nederland. Het dorp heeft verder een molen uit 1851, Aeolus genaamd, die na een restauratie in 2024 weer werd opgeleverd.
Adorp is ook de naam van de voormalige gemeente die in 1990 is opgegaan in Winsum. Deze bestond naast het dorp zelf uit de dorpen, buurtschappen en gehuchten: Arwerd, Groot Wetsinge, Harssens, Hekkum, Klein Wetsinge, Sauwerd en Wierum. Het gemeentehuis stond in Sauwerd.
Ten oosten van Adorp loopt de spoorlijn Groningen - Delfzijl. In de periode 15 juni 1884 tot 15 mei 1938 had Adorp een spoorweghalte, de stopplaats Adorp. De exploitant Arriva kondigde in september 2012 aan te willen onderzoeken of hier weer een halte kon worden geopend, maar tot heropening leidde dit niet.

## Opgravingen
In 2021 werden er tussen Adorp en Sauwerd opgravingen gedaan in een oude wierde naast de spoorlijn ter hoogte van de Munnikeweg, bij de aanleg van een fietssnelweg tussen Groningen en Winsum. Dat leverde vele bijzondere archeologische vondsten op, van de Romeinse Tijd tot zelfs aan de IJzertijd (tot ongeveer 500 v. Chr).

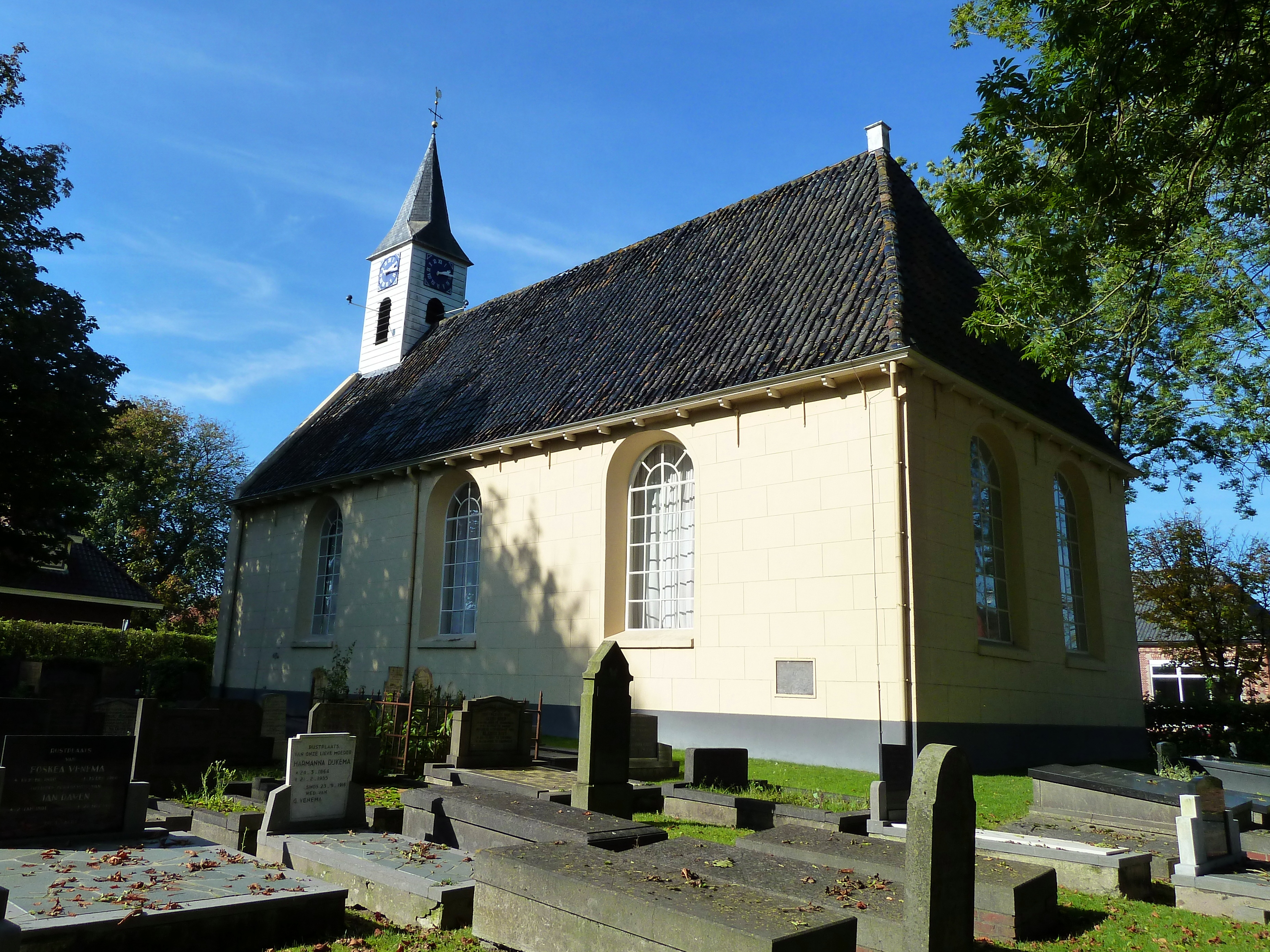
Hervormde kerk van Adorp, begin 13e eeuw, verbouwd 1667.
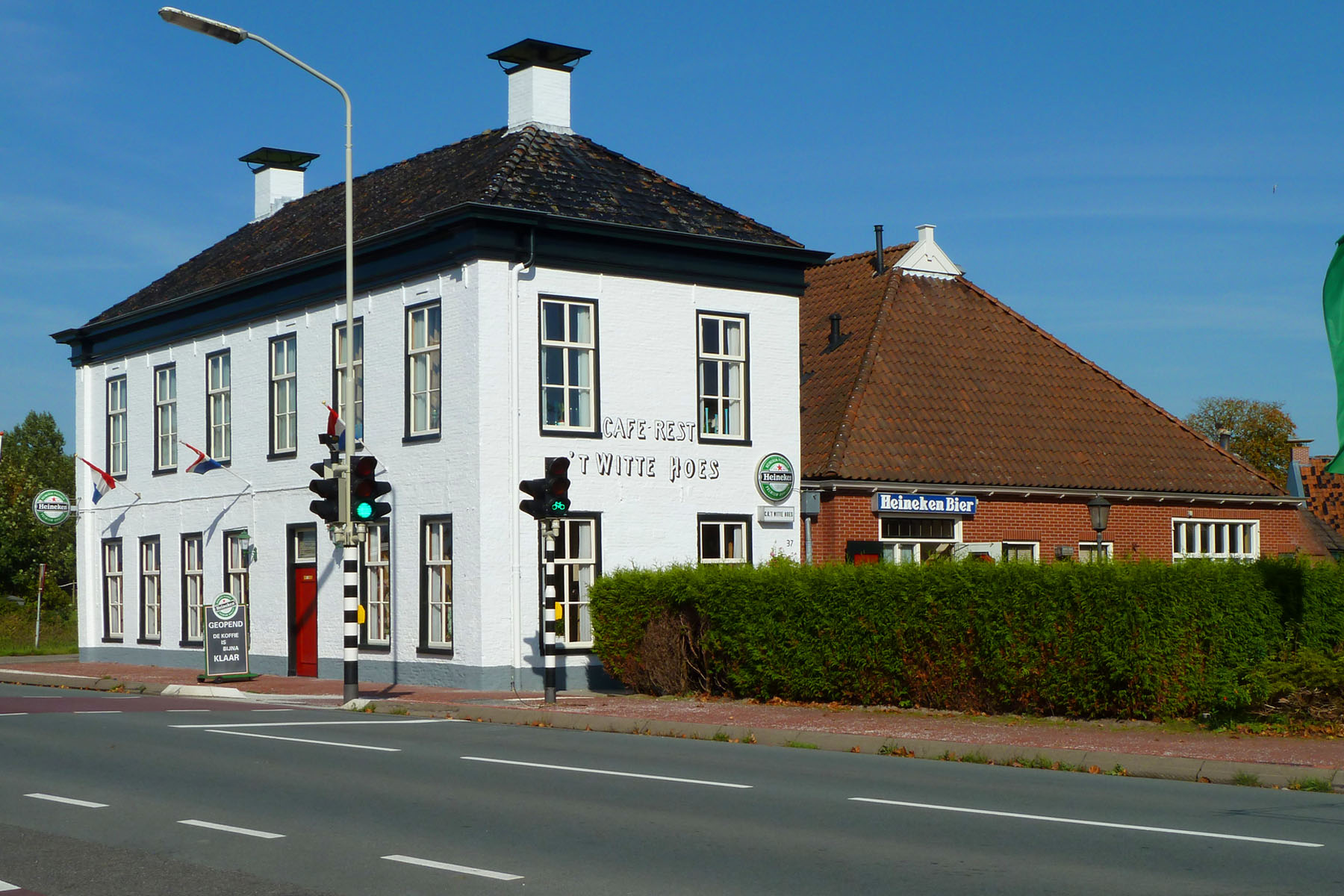
Café-slijterij 't Witte Hoes
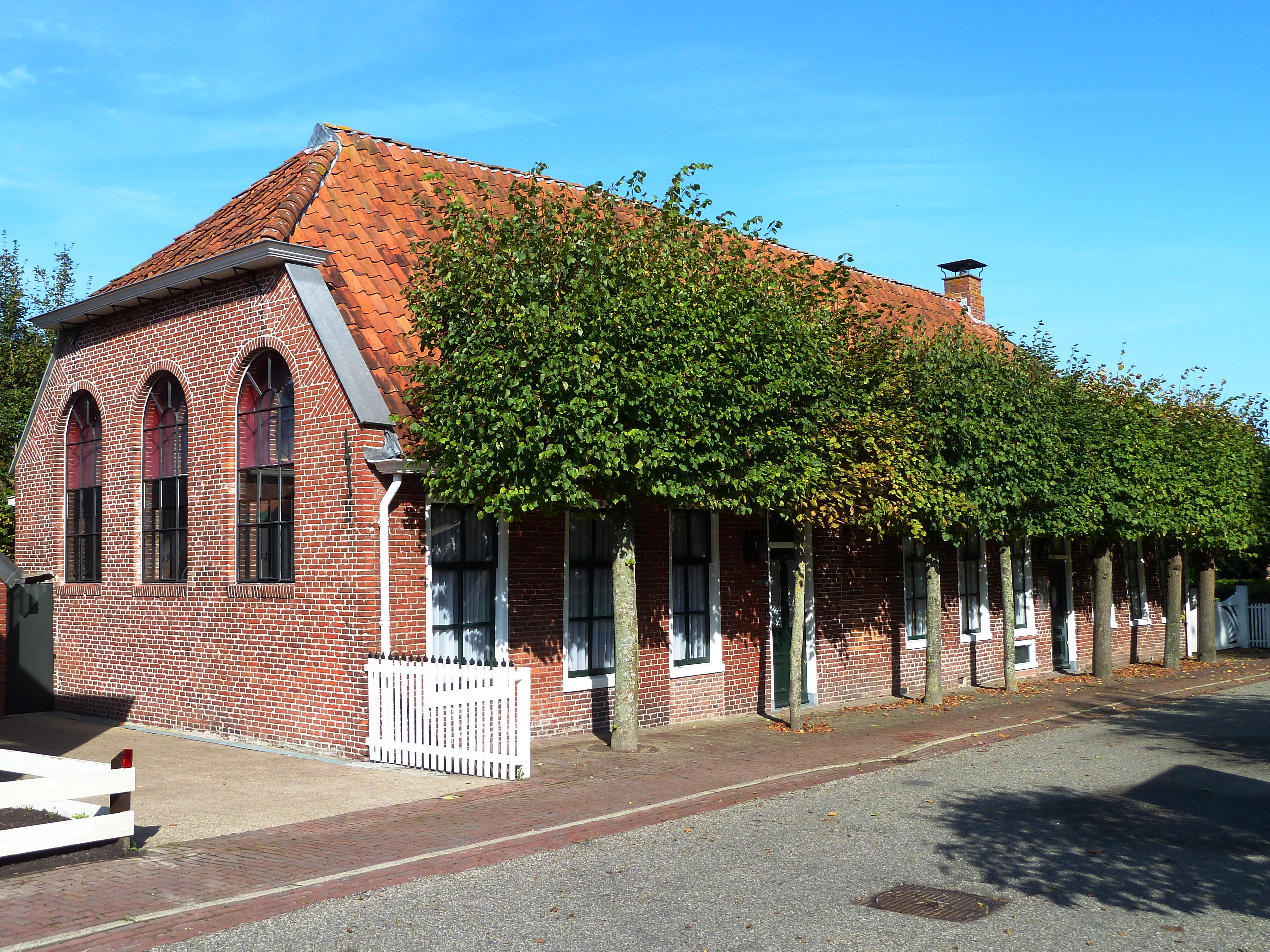
Voormalige kosterij annex school (raampjes opzij waren van school)

## Geboren
- Sibrandus Stratingh (1785-1841), scheikundige en uitvinder
- Gozewinus Acker Stratingh (1804-1876), medicus en historicus
- Ekke Fransema (1864-1928), jurist en boekenverzamelaar
- Jan Hendrik Herman Piccardt (1866-1956), bestuurder (onder meer burgemeester van Adorp 1893-1897)
- Derk Bolhuis (1876-1953), architect
- Meindert Veldman (1901-1945), landbouwer en verzetsstrijder